# Leon I (papież)
Leon I Wielki (łac. Leo I Magnus, cs. Swiatitiel Lew, papa Rimskij; ur. ok. 390 lub. ok. 400, zm. 10 listopada 461) – teolog, ojciec i doktor Kościoła, święty Kościoła katolickiego i prawosławnego, 45. papież w okresie od 29 września 440 do 10 listopada 461.

## Życiorys
Według Liber Pontificalis pochodził z Toskanii. Inne źródła podają jako miejsce urodzenia dzisiejszą Turcję i rok 400. Papież Celestyn I mianował go archidiakonem. Był doradcą kolejnych papieży i uznanym w Kościele autorytetem. W 440 r., gdy przebywał jako legat w Galii, za swą bogobojność i uczoność dostąpił godności papieża rzymskiego. Sprawując tę funkcję miał być prawdziwym pasterzem swego stada oraz gorliwym obrońcą czystości wiary od herezji manicheizmu i monofizytyzmu.
Poprzez legatów brał udział w osądzeniu Eutychiusza na IV Soborze Powszechnym, który odbył się w Chalcedonie w 451 r. (odegrał wtedy kluczową rolę). Pod jego istotnym wpływem, ustalono podstawy liturgii i chrystologii (zob. list dogmatyczny Tomus ad Flavianum), możliwe do zaakceptowania przez Kościoły wschodni i zachodni.
W następnym roku (452) siłą swego słowa podczas spotkania w Mantui powstrzymał wodza Hunów Attylę od zrównania Rzymu z ziemią. Jego zdolność przekonywania okazała się równie silna w 455 r., gdy udało mu się namówić Wandalów, aby nie przelewali krwi i nie podpalali rzymskich budynków i tym samym zmniejszył straty zadane przez Genzeryka po zdobyciu Rzymu.
Uczynił papiestwo czołową siłą w chrześcijaństwie (w sensie honorowym); interweniował w sprawach kościelnych w Hiszpanii, Galii, północnej Afryce i na Bliskim Wschodzie. Zwalczał również herezje pelagianizmu, monofizytyzmu i pryscylianizmu. Przyczynił się do uznania prymatu stolicy Piotrowej zarówno przez cesarza zachodniego, jak i na Wschodzie. Cesarz Walentynian III za jego pontyfikatu wydał edykt postanawiający, że jej zarządzenia muszą być uważane za prawo. Ojcowie soboru chalcedońskiego, przyjmując przez aklamację papieski list dogmatyczny zawołali: „Piotr przemówił przez usta Leona”. Głosił, że rola biskupa Rzymu, jako następcy Piotra, jest w Kościele niepowtarzalna, ponieważ „jednemu tylko apostołowi powierzone zostało to, co wszystkim apostołom jest oznajmione” (kazanie 83, 2).
Pozostawił po sobie posłanie do patriarchy konstantynopolitańskiego Flawiana – tzw. Tomus ad Flavianum, około sto kazań (napisanych prostym i wymownym językiem) oraz około 140 listów do różnych osób, w których znajduje się wiele interesujących obserwacji psychologicznych.

## Teologia

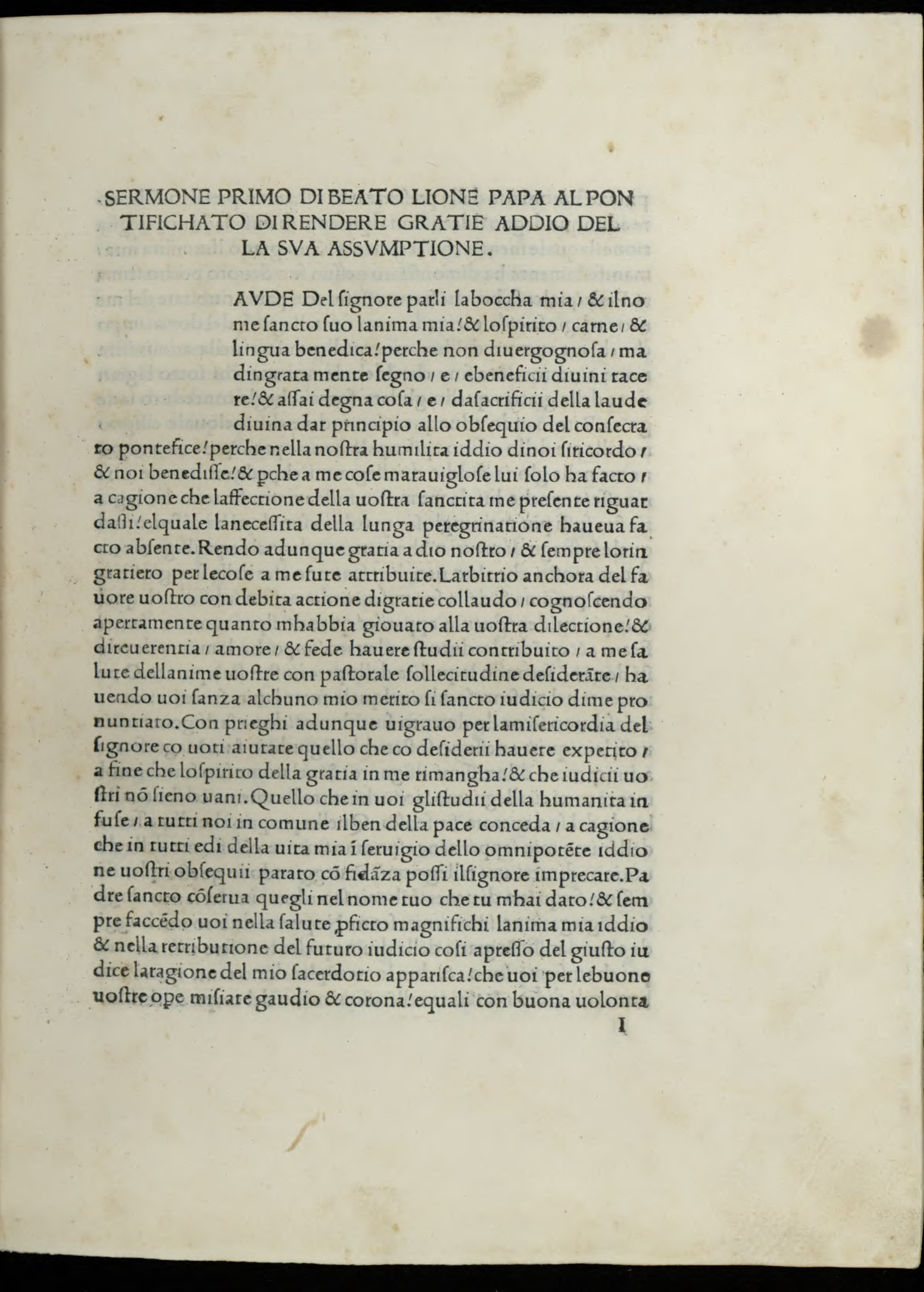
Sermones

W swoim nauczaniu Leon Wielki wiele miejsca poświęcił tajemnicy natury Chrystusa, gdyż jego pontyfikat przypadł na okres dyskusji chrystologicznych po Soborze efeskim (431 r.) i w czasie Soboru chalcedońskiego (451 r.). Jego doktryna była syntezą dorobku łacińskich ojców Kościoła, zwłaszcza Tertuliana i Augustyna. Dyskutowaną w czasie sporów ponestoriańskich koncepcję współ-orzekania przymiotów tłumaczył tym, że racja jedności Chrystusa leży nie na poziomie natur, lecz osoby Zbawiciela. Jezus Chrystus jest jedną Osobą o dwóch naturach: Boskiej i ludzkiej; natury te są z sobą ściśle złączone, ale nie mieszają się z sobą, tworząc unię osobową. Najprawdopodobniej ujęcie to Leon zapożyczył od Augustyna. Chrystus narodził się najpierw z Ojca, a potem z Maryi, ale już w inny sposób, w nowym porządku. Jest zatem współistotny Ojcu, ale i współistotny ludziom. Leon akcentował to, że prawda o zbawieniu w Chrystusie jest możliwa jedynie, jeśli uzna się zjednoczenie dwóch natur we wcielonym Synu Bożym. Maryja jest jego Matką-Rodzicielką i Córką-Stworzeniem zarazem. Teolodzy kościelni powoływali się na jego naukę przez wszystkie kolejne wieki, także na soborze trydenckim.

## Dzieła
- list do Flawiana, biskupa Konstantynopola, o Eutychesie (Tomus ad Flavianum), odczytany uroczyście na Soborze chalcedońskim (451) i włączony w jego akta, jako wyrażający wiarę ojców soborowych[7]
- Indiculus (zbiór fundamentalnych prawd wiary; autorstwo wątpliwe),
- kazania,
- listy,
- teksty liturgiczne.

Wbrew opiniom nie jest autorem tzw. Sakramentarza Leoniańskiego.

## Kult

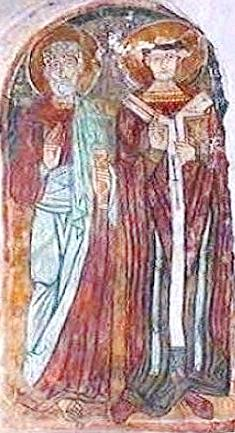
Św. Piotr Apostoł i św. Leon Wielki, fresk w kościele św. Mikołaja w Mottola

Święty Leon zmarł w 461 roku, mając ok. 70 lat. Jego relikwie znajdują się w bazylice watykańskiej (został tam pochowany jako pierwszy spośród następców św. Piotra). Kościół rzymskokatolicki nazywa go „Wielkim”.
W roku 1754 papież Benedykt XIV podniósł Leona I do godności doktora Kościoła. Na Zachodzie jest dużo bardziej znany niż w Cerkwi prawosławnej.

### Dzień obchodów
Jego wspomnienie liturgiczne w obrządku rzymskim obchodzone jest w dies natalis (10 listopada) według kalendarza posoborowego, a 11 kwietnia według kalendarza przedsoborowego.
Cerkiew prawosławna wspomina św. Leona 18 lutego/3(2) marca, tj. 3 marca według kalendarza gregoriańskiego (2 marca w latach przestępnych, gdy luty ma 29 dni).

### Użycie tekstów św. Leona Wielkiego w liturgii
Kazania Leona Wielkiego nierzadko czyta się w liturgii godzin (w matutinum według układu Brewiarza Rzymskiego lub innych brewiarzy, w godzinie czytań według układu Liturgii Godzin), w tym na niektóre uroczystości najwyższej rangi:
- na Boże Narodzenie i w II niedzielę Wielkiego Postu, zarówno w Brewiarzu Rzymskim jak i w Liturgii Godzin[11][12][13];
- na Przemienienie Pańskie (tylko w Brewiarzu Rzymskim)[14];
- przez trzy dni Triduum Paschalnego w obrządku dominikańskim[15].

### Patronat
Na Zachodzie uważany jest za patrona muzyków i śpiewaków.

### Parafie w Polsce
W Polsce tylko dwie parafie przybrały sobie św. Leona Wielkiego jako patrona: Parafia św. Leona i św. Bonifacego w Gołdapi i Parafia św. Leona Wielkiego w Wejherowie.

## Ikonografia

### Ikonografia wschodnia
W ikonografii wschodniej przedstawiany jest w tradycyjnym typie świętego biskupa. Jest mężczyzną w średnim wieku, z krótką brodą i charakterystycznymi lokami na grzywce.
W dłoniach trzyma ewangelię.

### Ikonografia zachodnia
W sztuce zachodniej bywa również ukazywany w papieskich szatach i tiarze lub podczas pisania.
Atrybutami są: księga, kielich oraz orszak z półksiężycem, któremu zastępuje drogę.